# 1975 en basket-ball
Chronologie du basket-ball
1974 en basket-ball - 1975 en basket-ball - 1976 en basket-ball
Les faits marquants de l'année 1975 en basket-ball

## Récompenses des joueurs enNBA

### Meilleur joueur de la saison régulière  (MVP)
| - Bob McAdoo, Buffalo Braves (équipe renommée en Los Angeles Clippers courant 1984). |

### Meilleur joueur de la finale NBA
| - Rick Barry, Golden State Warriors |

## Décès
- Jack Molinas